# Френсіс Бекон
Сер Фре́нсіс Бе́кон (англ. Francis Bacon, 22 січня 1561, Лондон — 9 квітня 1626) — англійський політик, державний діяч, вчений, філософ і есеїст. Лорд-хранитель Малої печатки і Лорд-канцлер Англії в 1617—1621 роках. Один із творців емпіризму — філософського напряму, який твердить, що головне — власний досвід.
Став лордом-канцлером у 1618 році й того ж року викритий у хабарництві та оштрафований на 40 000 фунтів (згодом суму зменшив король). Провів 4 дні в лондонській в'язниці.
Помер у віці 65 років після того, як проводив досліди із заморожування м'яса для його тривалого зберігання в розпал холодної зими: набивав тушку курки снігом, переохолодився та застудився. Смерть настала, ймовірно, від найчастішого ускладнення застуди — пневмонії. Перед смертю Бекон начебто промовив: «І все ж таки дослід чудово вдався!».
Його роботи: «Есе» (1597), що характеризується особливою стислістю; «Успіх навчання» (1605), що розглядає науковий підхід в освіті; Новий органон (1620), у якій він перевизначив завдання природничої науки, вбачаючи у ній засіб для експериментального відкриття і метод посилення влади людини над природою; «Нова Атлантида» (1626 рік), де він описав той утопічний стан, у якому звичайно відбувається пошук і використання наукової істини.
Бекон розробив новий, антисхоластичний метод наукового пізнання. Догматичній дедукції схоластів він протиставив індуктивний метод, що ґрунтується на раціональному аналізі дослідних даних. Матеріалізм Бекона — непослідовний. Визнаючи об'єктивність і пізнаванність матеріального світу, активність матерії та її рух, вірячи у силу розуму і науки, Бекон робив поступки теології та дотримувався вчення про так звану двоїсту істину. Найважливіші філософські твори Бекона: «Новий Органон», «Про принципи і начала».

## Особисте життя

### Шлюб
Коли Бекону було 36 років, він залицявся до Елізабет Хаттон, молодої 20-річної вдови. Повідомляється, що вона розірвала їхні стосунки, погодившись вийти заміж за заможнішого претендента, сера Едварда Коука.
У віці 45 років Бекон одружився з Еліс Барнем, 13-річною донькою заможного й впливового лондонського купця олдермена та члена парламенту. Бекон написав два сонети, в яких висловив своє кохання до Еліс. Перший був написаний під час його залицянь, а другий — у день його весілля, 10 травня 1606 року.
Альфред Додд у своїй книзі 1949 року писав, що їхній шлюб був політичним:
Бекон три роки до того врятував себе від повного відлучення від державної служби завдяки своїй готовності до заручин з одинадцятирічною дитиною (Еліс Барнем), простолюдинкою. Тепер він збирався відкрити двері до державних посад, одружившись з тринадцятирічною «гарненькою дівчиною», згідно з його домовленістю з королем і Сесілом.
Їхній шлюб не призвів до народження дітей, низка дослідників припускає, що у зв'язку з ймовірною гомосексуальністю Бекона, шлюб навіть не було консумовано.
Часто поширювалися повідомлення про тертя в шлюбі, з припущеннями, що це могло бути пов'язано з тим, що Еліс обходилася меншими грошима, ніж раніше. Казали, що вона була дуже зацікавлена у славі й багатстві, і коли фінанси сім'ї вичерпувалися, вона гірко скаржилася. Бантен писала у своїй книзі «Життя Еліс Барнем» , що, коли вони потрапили в борги, вона вирушила в подорожі, аби просити про фінансові послуги та допомогу у їхнього кола друзів. Бекон позбавив свою дружину спадщини, дізнавшись про її таємні романтичні стосунки з сером Джоном Андерхіллом, переписавши свій заповіт (у якому щедро планувалося залишити їй землі, майно та дохід) та повністю скасувавши її як бенефіціара.

### Сексуальна орієнтація
Декілька авторів вважають, що, незважаючи на шлюб, Бекона переважно приваблювали чоловіки. Форкер, наприклад, досліджував «історично задокументовані сексуальні вподобання» як Френсіса Бекона, так і короля Якова I, і дійшов висновку, що вони обидва були орієнтовані на «чоловіче кохання» — сучасний термін, який «здається, використовувався виключно для позначення сексуальних уподобань чоловіків до представників своєї статі».
Якобінський антиквар і колега Бекона по парламенту сер Саймондс д'Евес натякнув, що розглядалося питання про притягнення Бекона до суду за содомію, у якій також було звинувачено його брата Ентоні Бекона. Брат Бекона, «мабуть, також був гомосексуалістом», за словами дослідника літератури та сексуальності Джозефа Кеді. У своєму щоденниковому записі "Автобіографія та листування « від 3 травня 1621 року, дати осуду Бекона парламентом, д'Евес описує любов Бекона до своїх валлійських слуг, зокрема до свого слуги містера Генрі Годріка або Гудріка, „дуже жіночного юнака“, якого він називає „його катамітом і супутником у ліжку“. Власна мати Бекона скаржилася Ентоні на прихильність Бекона до іншого його слуги на ім'я Персі, якого, як вона писала, Бекон тримав як „компаньйона в кареті та супутника в ліжку“.
У своїх нарисах „Короткі життєписи“ (ймовірно, написаних у 1665—1690 роках та опублікованих як книга у 1813 році) антиквар Джон Обрі писав, що Бекон був педерастом „чиї Ганімеди та Фаворити брали хабарі“ (образ Ганімеда у часи Бекона був ще одним із багатьох поширених способів опосередкованого позначення гомосексуальності).
У „Новій Атлантиді“ Бекон описав свій утопічний острів як „найцнотливішу націю під небом“, „без жодного натяку“ на „чоловіче кохання“. Кеді стверджував, що згадка Бекона про чоловічу гомосексуальність у „Новій Атлантиді“ навмисно створювала враження, що вона походить „ззовні феномену“ через поширену опозицію. Він стверджував, що це навмисно контрастує з „завуальованою“ похвалою цієї теми в інших творах Бекона. Наприклад, Бекон обговорював лише чоловічу красу у своєму есе „Про красу“. Також Бекон закінчив свій монолог „Чоловіче народження часу“ тим, що старший чоловік просить молодшого (від свого „найглибшого серця“) „віддати себе мені, щоб я міг повернути тебе до себе“ та „забезпечити [тобі] зростання понад усі надії та молитви звичайних шлюбів“.

## Філософія

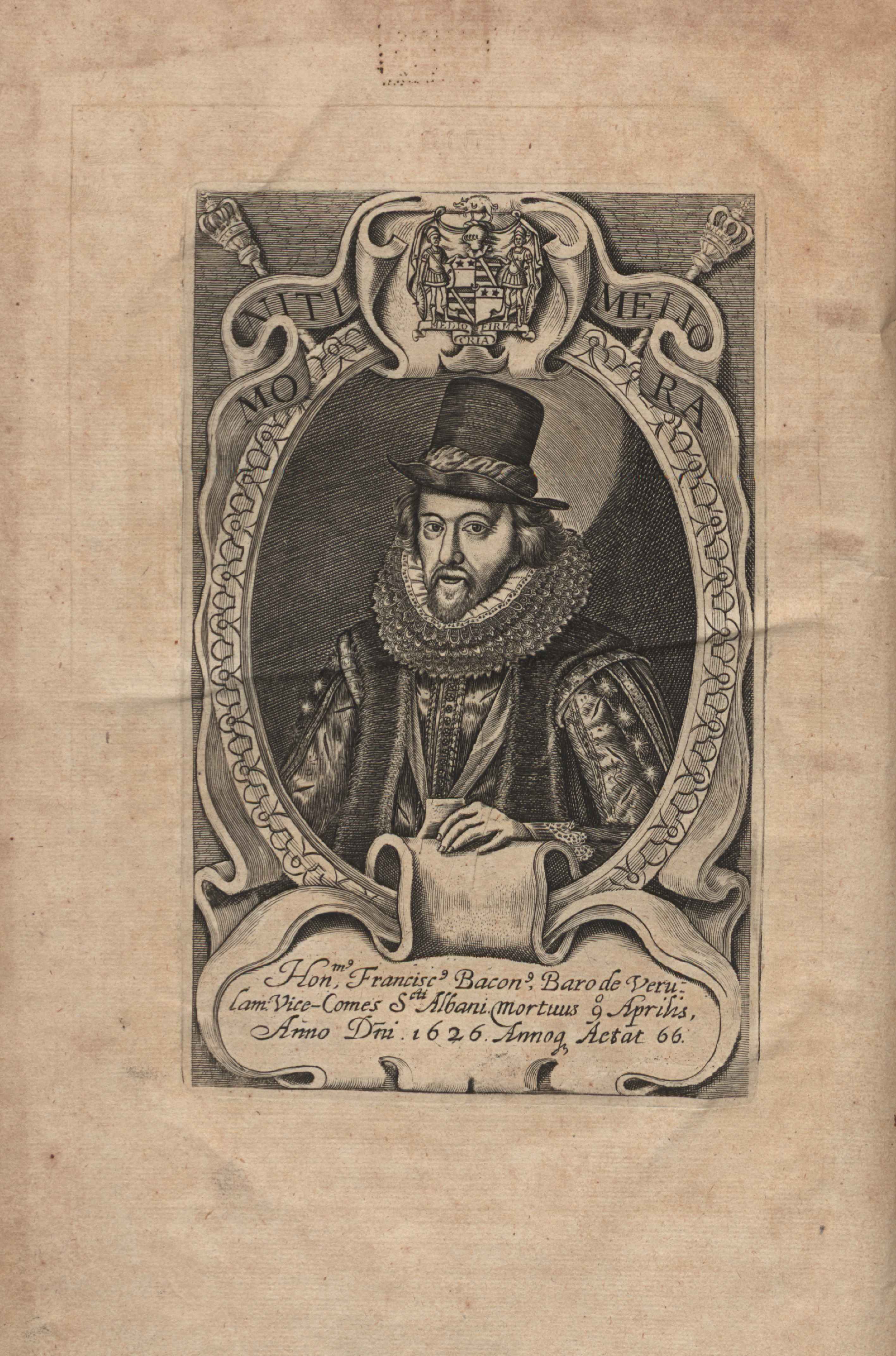
Bacon, Sylva sylvarum

Філософія Френсіса Бекона присвячена свідомій спробі формування науки та наукового пізнання. Трактат у вигляді проєкту (який не був завершений повністю) „Великого відродження наук“, доповнений 1620 року трактатом „Новий Органон“, є найпопулярнішим у філософії минулого та сьогодення.
Бекон послідовно піддав критиці філософію як форму споглядання і пропагує філософію, як науку про реальний світ, що базується на дослідному пізнанні. Такою позицією він, власне, висловив нову фундаментальну ідею, що лягла у фундамент сучасного природознавства, об'єктивного пізнання дійсності. Його творчість у багатьох місцях пронизана компромісом концепції „двоїстої істини“, тобто істини „одкровення“, істини про Бога (теологічної істини) та істини філософської, тобто істини, відкритої в науковому пізнанні.
Місце науки Бекон вбачав у вирішенні суспільних проблем і суперечностей сучасного йому суспільства. Визначаючи місце науки, Бекон визначив цілі наукового пізнання: „істинні цілі науки, щоб не займалися нею ні задля свого духу, ні задля вчених дискусій, ні задля приниження інших, ні задля користі та слави, ні задля влади, а задля того, щоб мати від неї користь та успіх самого життя суспільства“. Цьому спрямуванню науки підкорив Бекон і наукові методи, завдання яких він вбачав у пізнанні об'єктивного, реально існуючого світу. Незалежним від суб'єктивних спрямувань людини знаряддям такого пізнання він визнав експеримент та його наслідки. Ідеалом наукового знання визнав відсутність розбіжності між думками та речами. Саме для подолання такої розбіжності Бекон сформулював принципи наукового методу в „Новому Органоні“.

### Теоретичне обґрунтування емпіризму
Згідно з теорією двоїстої істини Бекон здійснив розрізнення чуттєвої та розумної душі людини. Розумна душа входить у людину за божественним провидінням, вона є предметом теології, а чуттєва душа має всі характеристики тілесності, вона є предметом філософських досліджень. Таким поділом він створив для науки концепцію, яка дає змогу вивчати людину, її вчинки. Вихідним моментом пізнавальної діяльності Бекон визнав чуттєвість. Тому його часто називають засновником емпіризму — філософського напряму, що будує свою гносеологію, аналізуючи чуттєве пізнання і досвід. Головна теза емпіризму полягає в такому трактуванні:
„немає нічого в розумі, що до цього не пройшло через чуття“.
Теоретичне обґрунтування емпіризму, дане Беконом, визнають найдовершенішим серед різних напрямів філософії та серед природознавців.
Емпірія — досвід, спирання на експериментальне дослідження (а не на ізольоване чуттєве сприйняття) — був для нього вихідним пунктом нового наукового методу, який доповнюється систематичною логічною роботою. Саму логіку він розумів як знаряддя пізнання — органон. Однак запропонована і детально опрацьована Беконом логіка кардинально відрізняється від арістотелівської, що спиралася на теорію силогізму. Критика Беконом силогістики базується на виявленні того факту, що дедуктивна логіка не здатна відійти від знаків, слів до понять. Жодна освічена людина не може сумніватися у тому, що два терміни, які збігаються у середньому терміні, збігаються взаємно. Однак, Бекон при цьому вважав, що силогізми будуються з суджень, судження — зі слів, а слова є лише знаками понять. Для істинного пізнання важливо мати справу з самими поняттями та їх джерелом.

### Чотири ідоли
Створення нової науки та філософії, вважав Бекон, можливе лише після усвідомлення причин, що ведуть до помилок. Головну ваду він вбачав у застосуванні традиційних форм мислення, які базуються на логічній науці Арістотеля, розповсюдженій серед європейців християнством. Така логіка створює своїх ідолів (поширені помилки). Бекон вирізняв чотири види ідолів: ідоли роду, ідоли печери, ідоли ринку (площі), ідоли театру.

1. Ідолів роду та печери він визнав вродженими, такими, що випливають з природних властивостей душі, тоді як ідоли ринку та театру є набутими в інтелектуальному розвитку людини. Ідоли роду криються в самих чуттях людини. Усі чуттєві сприйняття, думки стосуються властивостей людини, а не дійсності. Людина, як криве люстерко, змішує свою природу та природу речей, не вирізняючи їх чітко. Подолання вад людської природи полягає у послідовному дотриманні правил нової індуктивної логіки, яку запропонував Бекон. Головне з цих правил полягає у постійній емпіричній перевірці уявлень людини: відповідають наші уявлення дійсності чи ні. 

2. Ідоли печери — це особисті вади конкретної людини, причина яких може бути різною: погане виховання, психічна неврівноваженість, власні уподобання, власні упередження тощо. Якщо ідоли роду є обумовленими загальною для усіх людей природою — створювати судження за аналогією з власними здібностями, то ідоли печери обумовлені індивідуальною природою особи, властиві лише відповідним групам, індивідам. 

3. Ідоли площі — перешкоди, що виникають внаслідок спілкування між людьми за допомогою слів.

4. Ідоли театру не властиві людині від народження, вони виникають внаслідок підкорення розуму хибним уявленням. У багатьох випадках значення слів були встановлені, не виходячи із сутності речей, а на основі випадкового враження від зустрічі з предметом. Ідоли театру — перешкоди, що народжуються серед вчених з причини некритичного засвоєння помилкової думки.

### Істинний метод пізнання за Беконом
Використання дедуктивного методу (дедуктивної форми побудови думки) часто призводить до випадків, коли незначна помилка в загальному судженні, під час створення визначення властивостей одиничного, стає вирішальною в уявленні людини. Тому мислення від загального до особливого та одиничного, згідно з висновком Бекона, не можна визнати чітким у науковому пізнанні. Знання різних перешкод, що виникають під час дослідження природи, запобігає виникненню деяких помилок. Однак це знання лише негативне, а не позитивне, таке, що спрямовує пізнання. Вивчаючи історію науки, Бекон дійшов висновку, що існує два шляхи дослідження: метод догматичний (дедуктивний) та метод емпіричний (індуктивний). Саме емпіризм уможливлює звільнити пізнання від суб'єктивізму догматики, робить пізнання позитивним, незалежним від уяви. Вчений, який керується індукцією, підкоряє свою суб'єктивність властивостям дійсності, тому має знання, які не залежать від особистих уподобань, авторитету та інших ідолів пізнання. Об'єктивне знання природи проголошують ідеалом науки. Однак і чистий емпіризм не дає змоги піти далі фактів, явища до пізнання суті. Тому потрібна інтелектуальна переробка емпіричного матеріалу. Істинний метод пізнання складається з інтелектуальних дій щодо переробки матеріалу, який отримано через досвід. Вчений, що керується таким методом, схожий на бджолу, що збирає нектар, та не залишає його у первинному вигляді, а переробляє нектар на мед.

### Основні здобутки
Френсіс Бекон визначив зміст і сенс наукового методу пізнання, виділивши в ньому значення експерименту і вказав на індукцію як головний шлях до гіпотези.
Він визначив мету науки як спосіб принести користь людству. Більшість законів природи, які здаються універсальними, як з'ясувалося, справедливі лише за певних умов, поки немає причин підозрювати обмеженість або недостатність самого наукового підходу до вивчення природи. Френсіс Бекон стверджував, що „істина — донька часу, а не авторитету“.
Бекону вдалося точно визначити не стільки мету Знання, скільки його роль у майбутньому світі технологій і, перш за все, в капіталістичній Англії.

## Переклади українською
- Френсіс Бейкон. Есеї або поради громадянські та моральні. Пер. з англ. Ігор Карівець та Ірина Карівець. — Київ: видавництво „Контур“, 2025. — 248 с.

## Послідовники
Найзначніші послідовники емпіричної лінії в філософії Нового часу: Томас Гоббс, Джон Локк, Джордж Берклі, Девід Юм — в Англії; Етьєн Кондільяк, Клод Гельвецій, Поль Гольбах, Дені Дідро — у Франції.

## Виноски
1. ↑  In New Atlantis, Bacon's Joabin writes of men who "marry late, when the prime of strength and their years is past". "[W]hat is marriage to them but a very bargain; wherein is sought alliance, or portion, or reputation", he argues, since they continue to visit "dissolute places" for "meretricious embracements (where sin is turned into art)", a custom "no more punished ... than in bachelors".[13] Literature and sexuality scholar Joseph Cady noted that Bacon may have written this from a personal perspective, as his own marriage was "'late', childless, and pro forma".[14]